# Ceratina quinquemaculata
Ceratina quinquemaculata là một loài Hymenoptera trong họ Apidae. Loài này được Cockerell mô tả khoa học năm 1912.